# Triharjo (Pandak)
Triharjo is een bestuurslaag in het regentschap Bantul van de provincie Jogjakarta, Indonesië. Triharjo telt 11.973 inwoners (volkstelling 2010).